# Deutscher Metallarbeiter-Verband

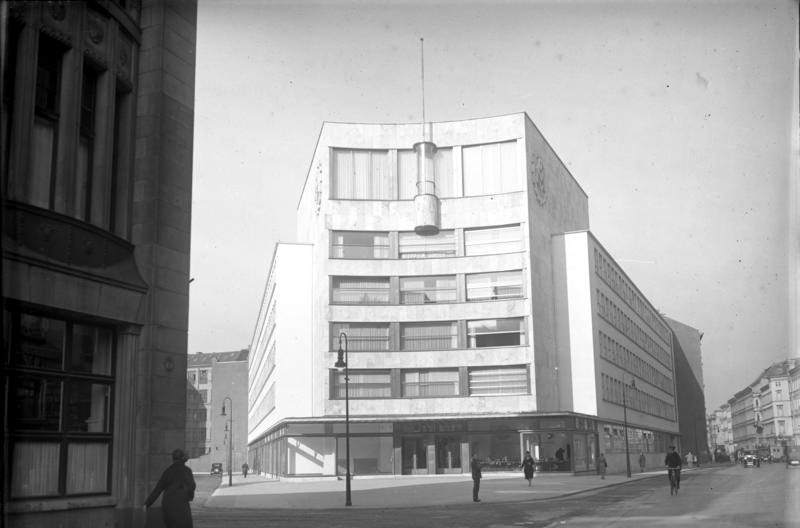
Sitz des Deutschen Metallarbeiterverbandes in der Alten Jakobstraße in Berlin-Kreuzberg (Oktober 1930)

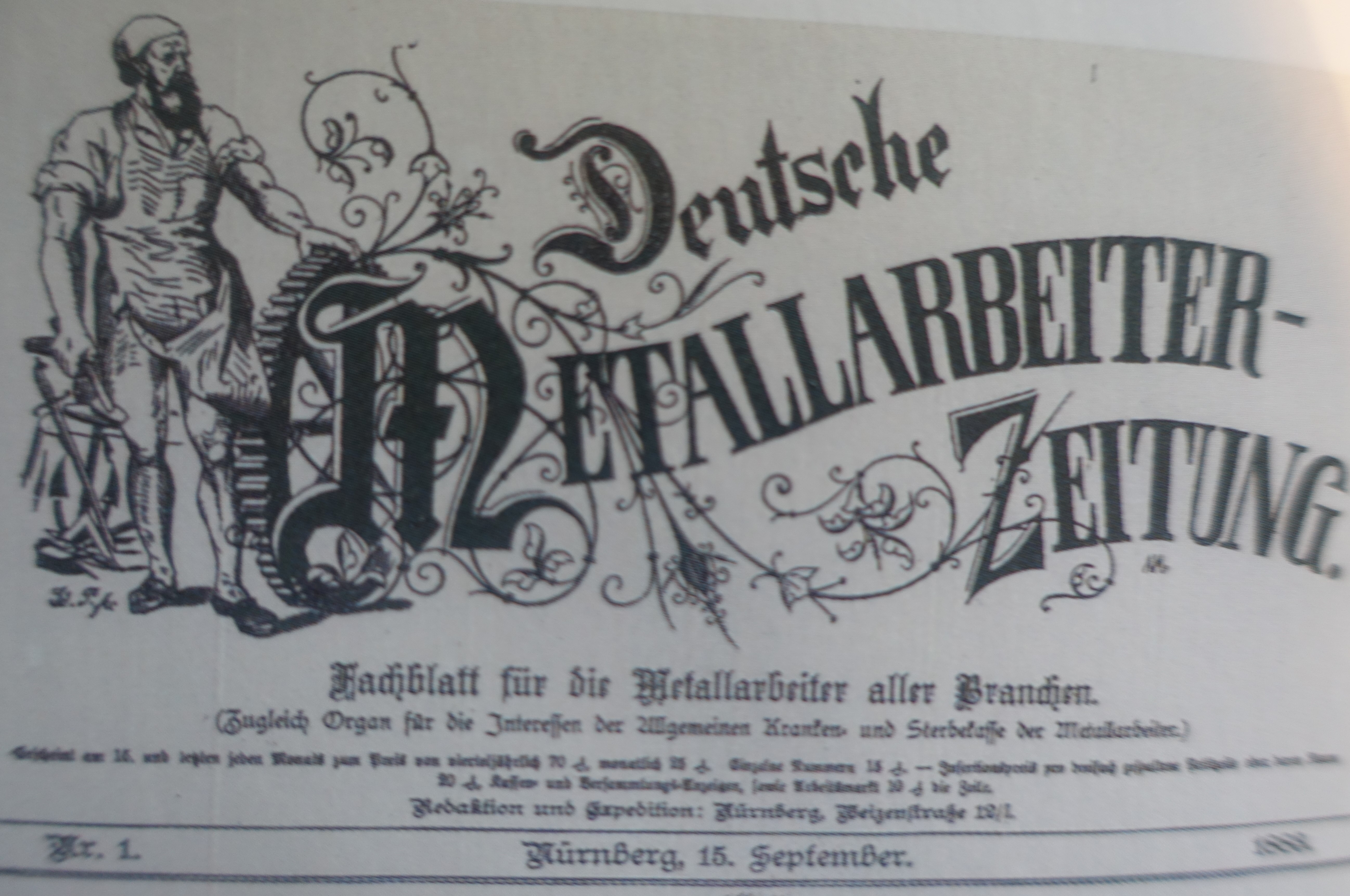
Deutsche Metallarbeiter-Zeitung vom 15. September 1888

Der Deutsche Metallarbeiter-Verband (DMV) war ein freigewerkschaftlicher Verband der Metallarbeiter. Er wurde auf dem Metallarbeiterkongress in Frankfurt am Main vom 1. bis 6. Juni 1891 zum 1. August 1891 gegründet. Im Zuge der Gleichschaltung der freien Gewerkschaften nach der nationalsozialistischen Machtergreifung wurde die Gewerkschaft am 2. Mai 1933 zwangsweise aufgelöst.

## Vorläufer des DMV
In 1860er Jahren begannen in der deutschen Arbeiterschaft konkrete Bemühungen, um wirksame Interessenvertretungen zu schaffen. Die Metallarbeiter spielten dabei, aufgrund ihres hohen Organisationsgrades, ihrer zahlenmäßigen Größe, und ihres relativ hohen Bildungsstandes eine herausragende Rolle. So wurde auf dem Allgemeinen Deutschen Arbeiterkongress (26. bis 29. April 1868 in Berlin) – einberufenen von den Lassalleanern Johann Baptist von Schweitzer und Friedrich Wilhelm Fritzsche – die Allgemeine Deutsche vereinigte Metallarbeiterschaft mit Sitz in Hannover gegründet. Der von der Bebel-Liebknechtschen Richtung getragene 5. Vereinstag der Deutschen Arbeitervereine (5. bis 7. September 1868 in Nürnberg) übernahm das Programm der Internationalen Arbeiterassoziation und schlug die Gründung von zentralisierten Gewerksgenossenschaften vor. Dem zufolge wurde auf dem vom 14. bis 16. August 1869 in Nürnberg abgehaltenen internationalen Metallarbeiterkongress die Internationale Metallarbeitergewerksgenossenschaft gebildet.
Die Allgemeine Deutsche Metallarbeiterschaft und die Internationale Gewerksgenossenschaft der Metallarbeiter vereinigten sich auf dem in Braunschweig vom 28. bis 30. November 1869 tagenden Metallarbeiterkongreß zu einer einheitlichen Metallarbeitergewerkschaft, der Internationalen Metallarbeiterschaft mit Sitz in Hannover (ab 1872 in Chemnitz; ab 1874 in Braunschweig).
Weitere Vorläufer des Deutschen Metallarbeiterverbandes waren der
- Gewerkverein der Deutschen Gold- und Silberarbeiter (Hirsch-Duncker / gegr. 1869 in Pforzheim),
- Verband der Klempner und verwandter Berufsgenossen (gegr. 1873 in Frankfurt am Main)
- Verband der Schmiede (gegr. 1877 in Leipzig).

## Sozialistengesetz contra Gewerkschaftsorganisation
Am 21. Oktober 1878 wurde das Sozialistengesetzes erlassen, mit der Folge, dass alle Metallarbeiterverbände polizeilich aufgelöst wurden. Die Metallarbeiterschaft wollten sich der Verordnung nicht beugen. Weitere Versuche zur Schaffung von Interessenvertretungen wurden gestartet. So kam es im Verlaufe der Jahre 1880 bis 1890 zur Gründung von Fachvereinen spezieller Metallarbeiterberufe. Im Dezember 1884 wurde ein Metallarbeiterkongress nach Gera einberufen, der die Gründung einer Vereinigung der Metallarbeiter Deutschlands mit Sitz in Mannheim beschloss. Am 19. August 1885 löste der badische Landeskommissär diese gewerkschaftliche Vereinigung mit allen ihren Zweigvereinen unter Berufung auf das Sozialistengesetz auf.

## Gründung des DMV

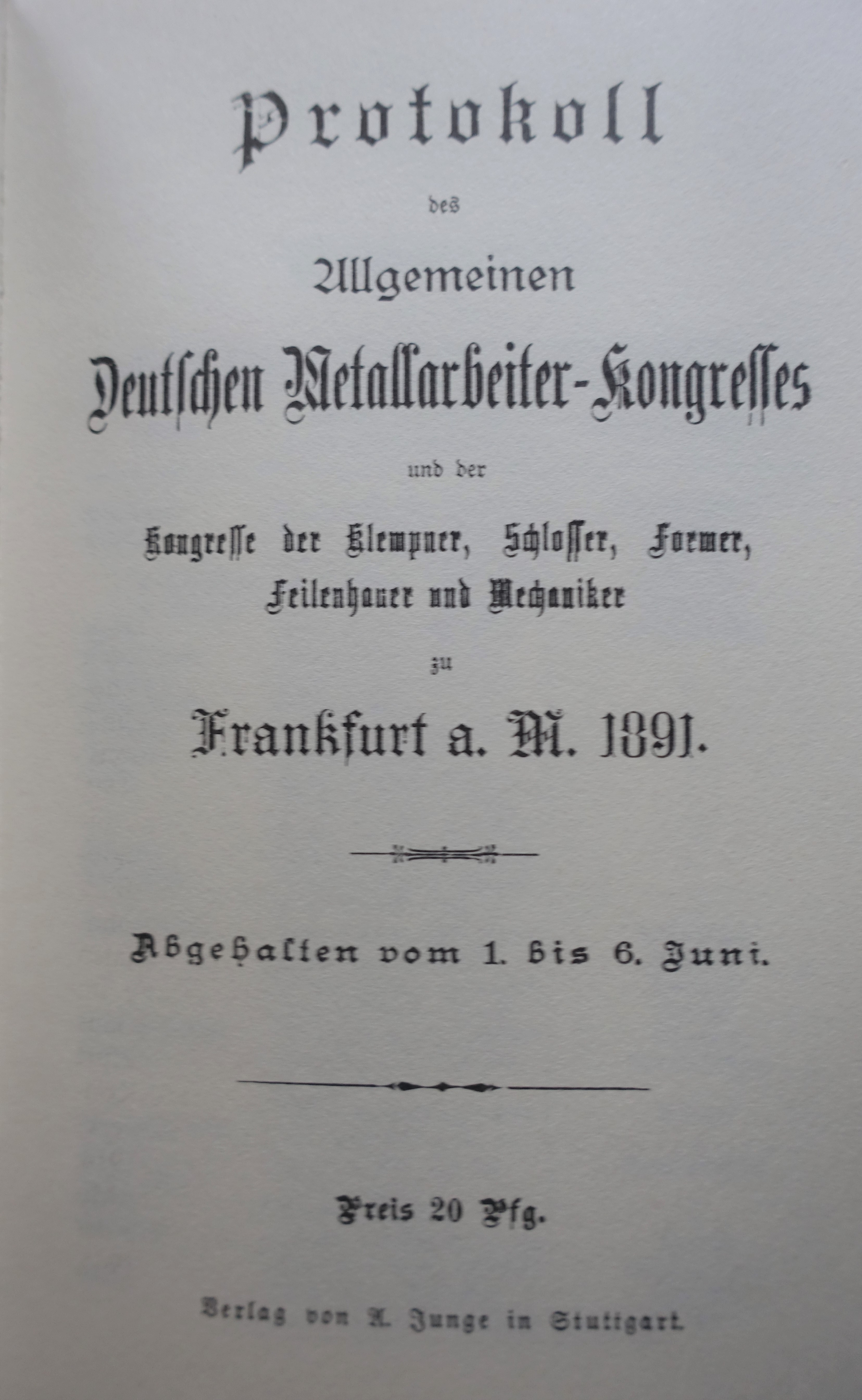
Gründungsprotokoll des Metallarbeiterverbandes 1891

Nach Aufhebung des Sozialistengesetzes fand vom 1. bis 6. Juni 1891 ein allgemeiner Metallarbeiterkongress in Frankfurt am Main statt. Dort wurde ein von Martin Segitz und seinen Mitarbeitern ausgearbeiteter Statutenentwurf für eine „Metallarbeiter-Union“ beraten, in dem alle „in der Metallindustrie beschäftigten Arbeiter und Arbeiterinnen“ zum Beitritt aufgerufen wurden. Von 128 Delegierten des Kongresses, die 112 gemischte, 23 Former-, 17 Klempner-, 15 Schlosser- und 33 verschiedene andere Fachorganisationen aus etwa 120 Orten vertraten, entschieden sich 101 für einen solchen Industrieverband, 20 sprachen sich dagegen aus.
Dieser Verband erhielt den Namen „Allgemeiner deutscher Metallarbeiterverband“ (DMV). Als Gewerkschaftssitz wurde Stuttgart bestimmt. Hauptbefürworter für einen sofortigen Anschluss der Mechaniker war Alexander Schlicke, seit 1890 „Vertrauensmann“ der Mechaniker.
Die Branchenorganisationen der Former blieben bis 1912 selbständig, die der Schmiede bis 1912.
Verschiedene örtliche gemischte Branchenorganisationen vor allem in Berlin schlossen sich dem DMV erst 1897 an. Mit der Gründung einer Industriegewerkschaft nahmen die Metallarbeiter eine Vorreiterrolle in der gesamten deutschen Gewerkschaftsbewegung ein. Die Mitgliederzahl vergrößerte sich rasch. Schon Ende 1891 hatte der DMV 23.000 Mitglieder in 180 Verwaltungsstellen. 1901 wuchs der Mitgliederbestand auf 100.000 und 1911 500.000 Mitglieder.

## Erster Weltkrieg und Burgfrieden

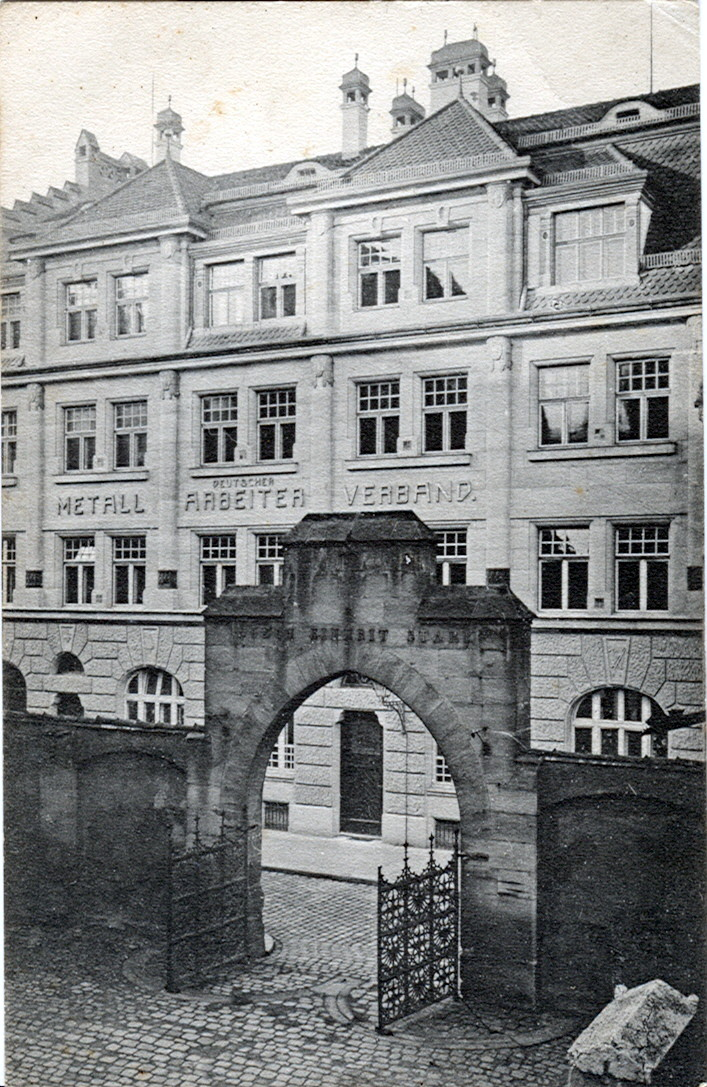
Ansichtskarte des Gebäudes des DMV in Nürnberg

Gemeinsam mit den anderen in der Generalkommission der Gewerkschaften zusammengeschlossenen Organisationen beschloss der DMV am 2. August 1914, alle Streiks abzubrechen, um die Kriegsziele des Deutschen Kaiserreiches nicht zu gefährden. Zwei Tage später unterstützte auch die Sozialdemokratie im Reichstag die Kriegskredite. Der Streikverzicht brachte dem DMV erstmals die Anerkennung des Reiches, kam aber auch durch die Unterlassung von Streiks einer Selbstaufgabe gleich.
Von Beginn an gab es deshalb Opposition. Die Berliner Dreher unter ihrem Branchenleiter Richard Müller verweigerten sich schon 1914 dem Burgfrieden und führten wilde Streiks durch, später politisierte sich die Bewegung und es entstand das Netzwerk der Revolutionären Obleute. Gegen den Willen der DMV-Führung organisierten sie die Metallarbeiter in Berlin und anderen Städten zu drei großen Massenstreiks gegen den Ersten Weltkrieg. In Frankfurt am Main entstand in dieser Zeit unter Führung des Funktionärs Robert Dißmann eine zweite, gemäßigtere Oppositionsströmung.

## Novemberrevolution und Weimarer Republik

Mitgliedsbuch aus dem Jahre 1919 (Privatbesitz: Norbert Luffy)

Die Novemberrevolution wurde in Berlin maßgeblich von den Revolutionären Obleuten innerhalb des DMV vorbereitet, ihr Anführer Richard Müller wurde Vorsitzender des Vollzugsrates der Groß-Berliner Arbeiter- und Soldatenräte. Nach der Revolution schlossen sich die Führungen der großen Gewerkschaften Deutschlands zu einer „Arbeitsgemeinschaft“ mit den Unternehmern zusammen. Zugunsten des Achtstundentages und der Anerkennung als Tarifpartner verzichteten sie auf weitergehende revolutionäre Forderungen. Im DMV war die Opposition gegen die Arbeitsgemeinschaft ebenso heftig wie gegen den Burgfrieden. Auf dem Verbandstag 1919 gelang es den Oppositionellen, den Vorstand abzusetzen. Robert Dißmann wurde Vorsitzender, Richard Müller einer der beiden Chefredakteure des Verbandsorgans „Deutsche Metallarbeiter-Zeitung“.
Der DMV bekannte sich nach dem Führungswechsel als Ganzes zum Rätesystem, war damit die einzige deutsche Gewerkschaft die offen räterepublikanische Ziele vertrat.
Als jedoch die Novemberrevolution abebbte, rückten Robert Dißmann und andere von diesen rätedemokratischen Zielen ab und begnügten sich mit der damals eingeführten und bis heute üblichen Form der Mitbestimmung in Form von Betriebsräten, Richard Müller wurde als Redakteur der Verbandszeitung entlassen. Der DMV beteiligte sich im Folgenden auch an der Arbeitsgemeinschaft und vertrat in seiner Mehrheit reformistische Ziele, wenngleich weiterhin eine starke linkssozialistische und später auch kommunistische Opposition existierte.

## Auflösung und Nachfolger
Der DMV suchte ebenso wie andere Großgewerkschaften nicht, seine Mitglieder nach der Machtergreifung zum Widerstand gegen den Nationalsozialismus zu bewegen. Ähnlich wie 1914 suchte die Verbandsführung stattdessen eine Verständigung mit dem Staat und rief sogar am 1. Mai 1933 aufgerufenen „Tag der nationalen Arbeit“ auf. Durch eine Entpolitisierung der Verbandsarbeit hoffte man vergeblich, einem Verbot entgegenzuwirken. Die NS-Diktatur nutzte die Apathie des DMV und anderer Großgewerkschaften für ihre Machtkonsolidierung: am 2. Mai 1933 wurde der DMV aufgelöst und sein Vermögen beschlagnahmt. Unabhängig von der sogenannten Anpassungspolitik beteiligten sich nicht wenige Mitglieder des DMV im Widerstand gegen das NS-Regime. Beispielsweise waren mindestens 18 % der 1933 ca. 500 Mitglieder zählenden Widerstandsgruppe der Rote Stoßtrupp vor 1933 im DMV organisiert. Walter Uhlmann organisierte ein parteiübergreifendes Widerstandsnetzwerk linker Metallarbeiter in mehreren Berliner Betrieben, deren leitender „Aktionsausschuss“ von fünf ehemaligen Mitgliedern des DMV, darunter Willi Bölke, dessen Wohnung als Treffpunkt diente, gebildet wurde. In einzelnen Verbandsbezirken sollen sich 30 % bis 50 % der ehemaligen haupt- und ehrenamtlichen Funktionäre an illegalen Aktivitäten beteiligt haben. Zahlreiche DMV-Mitglieder wurden zwischen 1933 und 1945 verfolgt und mussten eine Inhaftierung, nicht selten in einem Konzentrationslager, über sich ergehen lassen.
Nach dem Zweiten Weltkrieg wurde in der Bundesrepublik Deutschland 1949 die Industriegewerkschaft Metall als Nachfolgeorganisation des DMV gegründet, in der DDR gingen die Mitglieder in die gleichnamige Einzelgewerkschaft IG Metall über, seit 1990 vertritt die IG Metall als größte Gewerkschaft in dieser Branche die Beschäftigten der Metallindustrie in Deutschland.

## Bekannte Mitglieder

### Leitung des DMV
Neben dem Verbandsbeirat existierte beim DMV ein erweiterter Verbandsbeirat. Der DMV war Mitglied im Internationalen Metallarbeiterbund (Sitz: Bern).
Vorsitzende des DMV waren: August Junge (1891–1895), Alexander Schlicke (1895–1919), Robert Dißmann (1919–1926), Wilhelm „Willy“ Eggert (1921–1924), Alwin Brandes / MdR (1919–1933), Georg Reichel (1919–1933).

### Weitere Mitglieder
- Wilhelm Bluhm (1898–1942), der Widerstandskämpfer wurde ermordet im KZ Sachsenhausen[6]
- Max Maddalena (1895–1943), Reichstagsabgeordneter der KPD von 1928 bis 1933, Widerstandskämpfer, starb im Zuchthaus Brandenburg-Görden
- Heinrich Weiss (1893–1966), Landtagsabgeordneter der SPD von 1946 bis 1966, Mitglied der Verfassungsberatenden Landesversammlung, mehrmaliges Mitglied der Bundesversammlung und Träger des Großen Bundesverdienstkreuzes
- Wilhelm Hahn junior (1904–1975), sozialdemokratischer Funktionär[7]
- Richard Müller (1880–1943), Organisator von Massenstreiks gegen den I. Weltkrieg, Protagonist und Historiker der Novemberrevolution
- Emil Barth (1879–1941), Mitglied der USPD im Rat der Volksbeauftragten
- Alfred Dannenberg (1906–1999), Gewerkschafter, nach dem Zweiten Weltkrieg Führungspositionen in der IG Metall
- Walter Uhlmann (1904–1991), Mitglied der KPD und KPD-O, Organisator eines Widerstandsnetzwerkes linker Metallarbeiter, später Funktionär der IG Metall
- Willi Bölke (1900–1948), Mitglied der SPD, Mitglied der erweiterten DMV-Ortsverwaltung Berlin, aktiv im Widerstand
- Hermann Wolfradt (1887–1951), Sozialpolitiker und Sozialfunktionär, Vertrauensmann des DMV, hauptamtlicher Parteisekretär der SPD Lübeck, Gründer der Arbeiterwohlfahrt in Lübeck, Vorsitzender der SPD Lübeck und Mitglied der Bürgerschaft des Freistaates Lübeck
- Karl Tessen (1910–1965), Mitglied der SPD, Betriebsratsvorsitzender bei den Bergmann Elektrizitätswerken, später SED-Funktionär.